# Габрешени
Габрешени или Габрешани (на гръцки: Γαβροσιώτες, Гавросиотес) са жителите на корещанското костурско село Габреш (Гаврос), Гърция. Това е списък на най-известните от тях.

## Родени в Габреш
А — Б — В — Г — Д —
Е — Ж — З — И — Й —
К — Л — М – Н — О —
П — Р — С — Т — У —
Ф — Х — Ц — Ч — Ш —
Щ — Ю — Я

### А
- Анастасиос Далипис (1896 – 1949), гръцки политик
- Ангел Бесвински, български революционер[2]
- Апостол Керамитчиев (1913 – 1997), археолог от Република Македония
- Атанас Ставров Шолдов (1900 – 1960), канадски бизнесмен и баща на Стив Ставро

### В
- Вангел Будина (1870 – 1908), войвода на ВМОРО
- Васко Панчаровски (1922 – 2009), канадски общественик

### Г
- Гиро Золумов, български емигрантски деец в Канада[3]

### Д
- Димитър Атанасов (Δημήτριος Αθανασίου), гръцки андартски деец, четник[4]
- Димитър Далипо (Димитрис Далипис, ? – 1906), гръцки андартски капитан
- Динко Янев (Янèвски), (1868 – юли 1903), селски комисар за доставка на оръжие и храна за четниците. Убит от Котевия четник Лабро Кизов.[5]

### К
- Иван Търпов Тумбовски, емигрант в САЩ

- Кръсте Битовски (1926 – 2009), историк от Република Македония
- Кръсте Е. Евангелов, емигрант в САЩ
- Константин Христов, македоно-одрински опълченец, Сборната партизанска рота на МОО, попаднал в гръцки плен[6]

### Л
- Лабро Динев, деец на ВМОРО, глобен с половин лира от районното ръководство на ВМОРО за бездействие, и че не се грижи за напредъка на организацията[7]
- Лабро Тенекев (1895 – 1937), български емигрантски деец
- Ламбро Филев (Фильовичин, 1874 – 1945), български революционер и емигрантски деец

### М
- Михайло (Мельо) Керамитчиев (1915 – 1981), гръцки и югославски комунистически деец
- Митре Стойко, грък, православен, арестуван преди април 1904 година, обвинен като „един от членовете на българския бунтовнически комитет“, осъден от Извънредния съд на 3 години каторга, лежал в Битолския затвор, амнистиран с общата амнистия от 12 април 1904 година[8]

### Н
- Наум Пейов (1919 – 2003), гръцки и югославски комунистически деец

### П
- Павло Азата, деец на ВМОРО, глобен с половин лира от районното ръководство на ВМОРО за бездействие, и че не се грижи за напредъка на организацията[9]
- Попмитров (Παπαμήτρος), гръцки андартски деец, водач на четата на Йоанис Каравитис[4]

### С
- Стив Ставро (Маноли Ставров Шолдов) (1927 – 2006), канадски бизнесмен

### Т
- Тольо (Апостол) Тенекев, български емигрантски деец[10]

### Ф
- Флоро Далипо (Φλώρος Νταλίπης), гръцки андартски деец, брат на Димитър Далипо, сътрудник на Евтимиос Каудис и Георгиос Цондос[4]
- Фоти, деец на ВМОРО, преминал на гръцка страна[11]

## Други
- Джон Битов Старши (Лазар Битов) (1928 – 2015), канадски бизнесмен, по произход от Габреш
- Джон Битов Младши (р. 1960), канадски бизнесмен, по произход от Габреш
- Зисис Папалазару (1905 – 1997), гръцки политик, по произход от Габреш